# Jerzy Nowacki (polityk)
Jerzy Nowacki (ur. 14 października 1894 w Będzinie, zm. 11 sierpnia 1974) – polski dyplomata, publicysta i działacz społeczny, poseł do Krajowej Rady Narodowej (1945–1947) i na Sejm Ustawodawczy RP (1947–1952).

## Życiorys
Uczęszczaj przez dwa lata do szkoły handlowej w Będzinie, a następnie w Krakowie do gimnazjum św. Jacka i św. Anny, gdzie też zdał maturę. Studiował prawo i nauki polityczne na Uniwersytecie w Bernie. W latach 1914–1918 angażował się w Szwajcarii na rzecz niepodległości Polski. Od 1918 zatrudniony w MSZ, był m.in. stałym członkiem Delegacji Polskiej do Ligi Narodów, delegacji ds. rokowań o Konwencję dla Górnego Śląska. Reprezentował Polskę na konferencji w Genui. W 1926 odszedł z dyplomacji, poświęcając się działalności publicysty i wydawcy. W 1929 powraca do MSZ jako specjalista od misji propagandowych dla zagranicy. Od 1934 przebywał na Górnym Śląsku, gdzie został powołany do Zarządu Przymusowego majątków i zakładów księcia von Pless, zaś od 1938 obejął stanowisko członka zarządu Warszawskich Składów Żelaza „Julian Glass” przy Syndykacie Hut Żelaznych i Wspólnocie Interesów w Katowicach.
W czasie II wojny światowej przebywał w Warszawie, gdzie współpracował czynnie w akcji propagandowej z ruchem podziemnym. Uczestniczył w powstaniu warszawskim, po upadku którego udało mu się wydostać z obozu w „Ursusie” i przebyć ostatnie miesiące okupacji niemieckiej na prowincji podwarszawskiej.
W 1945 znalazł się ponownie na Górnym Śląsku, gdzie organizował lokalne Stronnictwo Demokratyczne. Był wiceprezesem i prezesem WK w Katowicach. Zasiadał w CK SD (1945–1961). W lutym 1945 objął w Katowicach stanowisko kierownika Wydziału Administracyjno-Prawnego przy pełnomocniku Komitetu Ekonomiczno-Prawnego Rady Ministrów, a następnie po zlikwidowaniu tego urzędu został dyrektorem Wydziału Zaopatrzenia i Zbytu w Centralnym Zarządzie Przemysłu Hutniczego, później naczelnym dyrektorem Centrali Dostaw Hutniczych. Następnie objął na stanowisko prezesa Związku Celowego Samorządowy Śląskich „Śląskie Linie Autobusowe” w Katowicach.
W 1945 został posłem do Krajowej Rady Narodowej. Od 1946 był członkiem Najwyższego Trybunału Narodowego, który sądził Artura Greisera. W 1947 wszedł w skład Sejmu Ustawodawczego z okręgu Gliwice. Zasiadał w Komisjach Prawniczej i Regulaminowej, Propagandowej, Spraw Zagranicznych, Wyznaniowej i Narodowościowej.
Pochowany na cmentarzu Wojskowym na Powązkach w Warszawie (kwatera A35-3-10).

## Ordery i odznaczenia
- Złoty Krzyż Zasługi (18 stycznia 1946)[2]